# Card Walker
Esmond Cardon Walker (ou simplement, Card Walker) (9 janvier 1916 – 28 novembre 2005) fut l'un des hauts responsables de Walt Disney Productions dans les années 1960, 1970 et 1980.

## Biographie
Card Walker est né le 9 janvier 1916 à Rexburg dans l'Idaho. Il déménagea en Californie du Sud en 1924.
En 1938 après un diplôme de l'UCLA, il commence sa carrière chez Disney comme employé du courrier, ou coursier.Il fait son service militaire durant la Seconde Guerre mondiale, seule expérience professionnelle en dehors de Disney. Il gravit petit à petit l'échelle hiérarchique en passant successivement par les services de caméra, dues scénarios et à la publicité, il est nommé vice-président de ce dernier service en 1956.
Quand en 1966, Walt Disney meurt il est nommé vice-président et responsable opérationnel au côté de Roy Oliver Disney. Il a le soutien de Lilian Disney, veuve de Walt, sa fille Diane et son mari Ron Miller.
Au décès de Roy O. en 1971, Card est un producteur et devient l'un des présidents de la société. La direction de Disney est assurée par Roy O., Donn Tatum et Card Walker, un trio surnommé Troïka. Pour John Taylor, Card Walker manquait d'instinct créatif et la confiance de la famille de Wlat Disney, l'a poussé à toujours s'interroger sur ce qu'aurait fait Walt, et serait donc à l'origine d'un mantra au sein de l'entreprise durant les années 1970 et 1980.
En 1976, il est nommé au poste de CEO (directeur général) et enfin PDG en 1980,. Afin d'assurer son pouvoir sur l'entreprise, Card Walker nomme Ron Miller au titre de responsable des productions audiovisuelles tandis que Donn Tatum est relégué à un poste de liaison avec la communauté des investisseurs. En tant que responsable chez Disney, il participa activement au développement de Walt Disney World Resort en Floride, dont il inaugura le parc Epcot en 1982, et à l'international de la société avec Tokyo Disney Resort. En marge de la cérémonie d'inauguration d'Epcot, il annonce à l'ensemble des responsables de Disney réunis au Disney's Contemporary Resort, sauf Roy E. Disney réticent face au budget du parc, son intention de prendre sa retraite et la nomination de Ron Miller comme directeur exécutif (CEO). Walker reste président du directoire et conserve ce poste jusqu'à sa retraite en février 1983 mais il resta en poste jusqu'au 1er mai pour superviser l'ouverture de Tokyo Disneyland. Il est remplacé par Raymond Watson le 1er mai 1983, mais il avait été nommé vice-président en février 1983.
On lui doit aussi le lancement de Disney Channel en 1983.
Après son départ il continua à être un consultant pour Disney jusqu'en 1990 et membre du directoire jusqu'en 1999.
Il meurt à l'âge de 89 ans le 28 novembre 2005, d'un arrêt cardiaque dans sa maison de La Cañada Flintridge en Californie.